# Choricarpia leptopetala
Choricarpia leptopetala es un árbol común de Australia, que crece desde el poblado de Stanwell Park (34° S) en el norte del distrito de Illawarra hasta las cercanías de la localidad de Buderim (26° S) en el sureste de Queensland. 

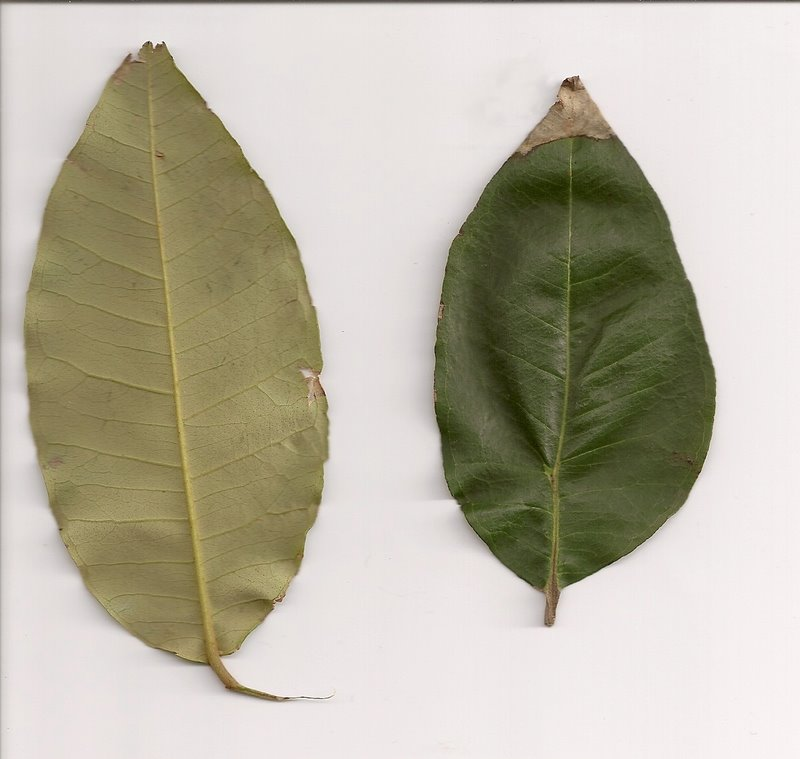
Choricarpia leptopetala - Hojas

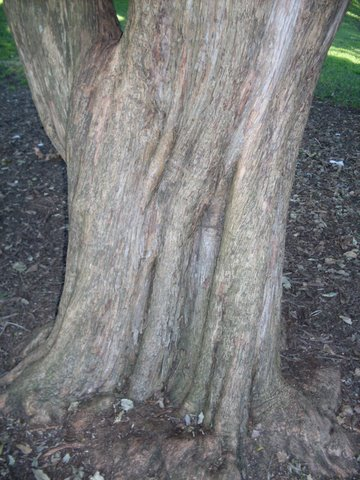
Choricarpia leptopetala - Tronco

## Hábitat
El hábitat de Choricarpia leptopetala es el bosque lluvioso en suelos pobres sedimentarios, cerca de corrientes de agua. Se le ve también en áreas húmedas de eucaliptos en colinas. Puede ser identificado por el color gamuza grisáceo del envés de la hoja, y las ramillas vellosas mohosas.

## Descripción
Choricarpia leptopetala es un árbol pequeño que alcanza 20 metros de altura y 35 cm de diámetro en el tronco. El árbol tiene atractivos despliegues de flores cremosas y un llamativo follaje.
La corteza es café grisácea, relativamente suave, escamosa o corchosa. El tronco es algo estriado e irregular. Los especímenes más grandes de Choricarpia leptopetala están rebordeados en la base.
Las hojas son opuestas, simples, enteras y anchas con una fina punta. Miden alrededor de 5 a 13 cm de largo. Los bordes son ondulados. De un tono verde mediano en el haz, pero de color gamuza grisáceo en el envés. La vena central está hundida en el haz, pera la nervadura es prominente en el envés. Cerca del borde ondulado, está una vena intra marginal, no siempre fácil de ver. El haz está cubierto de diminutos vellos.
Las flores son pequeñas, cremosas o blancas. Densamente agrupadas en cabezas globulares, apareciendo de julio a septiembre. Desde la distancia, las flores parecen a las de la Callicoma.
El fruto madura de agosto a noviembre, siendo en su mayoría una cápsula de dos celdas, de alrededor de 13 mm de diámetro. Se recomienda la semilla fresca para la propagación. Los esquejes no son un exitoso método de regeneración.

## Usos
Es un atractivo árbol ornamental.

## Taxonomía
Choricarpia leptopetala fue descrita por (F.Muell.) Domin y publicado en Bibliotheca Botanica 89: 472. 1928.
Sinonimia
- Syncarpia leptopetala F.Muell., Fragm. 1: 79 (1858).
- Metrosideros leptopetala (F.Muell.) F.Muell., Syst. Census Austral. Pl. 1: 59 (1882).
- Nania leptopetala (F.Muell.) Kuntze, Revis. Gen. Pl. 1: 242 (1891).[2]